# Colomars
Colomars (Colomars anche in italiano e in occitano) è un comune francese di 3 507 abitanti (al 1º gennaio 2022) abitanti situato nel dipartimento delle Alpi Marittime della regione della Provenza-Alpi-Costa Azzurra.
Colomars fa parte dell'entroterra di Nizza. La lingua parlata localmente è il dialetto nizzardo.

## Geografia fisica
Il comune rappresenta una "zona residenziale", posta tra la valle del Varo ad ovest ed il fianco del Monte Calvo (Mont Chauve) ad est, e si compone di numerose frazioni.
Il paese che si trova nel "medio entroterra di Nizza", appare in una zona collinare particolarmente avvallata e ricoperta di pini, ginestre, bellissimi oliveti e alcuni vigneti.
Tra le sue attrazioni turistiche, alcuni valloni ospitano riserve geologiche e botaniche, ingentiliti da cascate e viadotti che avevano alimentato vecchi frantoi, il forte che data dal 1880, la chiesa ricostruita nel 1830, la cappella della "Sirole" inaugurata nel 1857, numerosi calvari e fontane.

## Storia
Colomars è stata fondata nel 1070, al tempo della garanzia dei beni al monastero di Saint-Pons di Nizza da parte dei figli di Rambaldo di Nizza e Rostagno (Rostaing) di Gréolières, poi diviene dipendenza di Aspromonte.
Il comune di Colomars, fin dal 1388, ha seguito con tutta la contea di Nizza, le vicende storiche prima della Contea di Savoia e del Ducato di Savoia, e poi dopo il Congresso di Vienna, dal 1815 al 1860, le sorti del Regno di Sardegna-Piemonte.
Il decreto datato 2 giugno 1874 e firmato dal maresciallo Patrice de Mac-Mahon separa Colomars, Aspromonte e Castagnera in tre comuni distinti. La municipalità ha celebrato in pompa magna i 125 anni del comune il 19 settembre 1999.

## Monumenti e luoghi d'interesse
- Chiesa di Nostra Signora della Natività (Église Notre-Dame-de-la-Nativité) del XIX secolo
- Cappella di San Rocco (Chapelle Saint-Roch) del 1857.

## Società

### Evoluzione demografica
Abitanti censiti